# Championnat de Belgique de football de deuxième division 1963-1964
Navigation
saison précédente saison suivante
Le Championnat de Belgique de football de Division 2 1963-1964 est la 47e édition du championnat de deuxième niveau national en Belgique. Il oppose 16 équipes, qui s'affrontent deux fois chacune en matches aller-retour. Au terme de la saison, le champion et son dauphin sont promus en Division 1, alors que les deux derniers classés sont relégués en Division 3.
La lutte pour le titre se circonscrit à trois formations qui prennent le large dès l'entame du second tour et restent au coude-à-coude jusqu'au bout: l'Union et l'Olympic, les deux descendants de D1, et Tilleur. Au bout du compte, les Unionistes empochent le titre lors de la dernière journée en battant les Métallos, mais ceux-ci montent également car ils devancent des Dogues ayant un plus petit nombre de victoires.
En fond de classement, Kortrijk Sport, présent en D2 depuis 20 ans, est rapidement hors jeu. Les Flandriens ne marqu'un point lors du second tour et terminent avec 7 points. 
Avant l'entame de cette saison, l'UR Namur, n'a été certaine de rester en D2 qu'au mois août 1963, lorsque Waterschei a été officiellement et définitivement sanctionné  à la suite d'une affaire de corruption (voir saison précédente). Cette fois, les Merles assurent leur maintien à quelques journées de la fin avant de jeter du lest et de finir...14e. Le RC Mechelen paie cher un très mauvais  début de second tour.

## Fusion
À la fin de la saison précédente, le R. White Star AC fusionne avec le R. Racing CB (un ancien champion de Belgique qui milite alors  en Division 3). Gardant la « matricule 47 » du White Star, l'entité formée prend le nom de Royal Racing White.
La fusion se fait après que le Racing CB ait échangé son matricule 6 avec le K. FC La Rhodienne (voir fin de saison précédente).

## Clubs participants
Seize clubs prennent part à cette édition, soit le même nombre que lors de la compétition précédente.
Les matricules renseignés en gras existent encore lors de la saison « 2012-2013 ».
| #  | Nom                                                    | Mat. | Ville           | Stades              | En D2 depuis    | Total en D2 | Saison précéd.     |
| -- | ------------------------------------------------------ | ---- | --------------- | ------------------- | --------------- | ----------- | ------------------ |
| 1  | Union Saint-Gilloise Société Royale                    | 10   | St-Gilles       | Joseph Marien       | 1963-1964 (1re) | 3 saisons   | Division 1 15e     |
| 2  | Royal Olympic Club Charleroi                           | 246  | Montignies s/S. | de La Neuville      | 1963-1964 (1re) | 3 saisons   | Division 1 16e     |
| 3  | Royal Club Sportif Verviétois                          | 8    | Verviers        | stade de Bielmont   | 1961-1962 (3e)  | 24 saisons  | 8e                 |
| 4  | Koninklijke Kortrijk Sports                            | 19   | Courtrai        | Guldensporenstadion | 1943-1944 (20e) | 29 saisons  | 14e                |
| 5  | Royal Tilleur Football Club                            | 21   | Tilleur         | stade de Buraufosse | 1959-1960 (5e)  | 29 saisons  | 4e                 |
| 6  | Royal Charleroi Sporting Club                          | 22   | Charleroi       | stade du Mambourg   | 1957-1958 (7e)  | 18 saisons  | 6e                 |
| 7  | Koninklijke Racing Club Mechelen                       | 24   | Malines         | Oscar Van Kesbeeck  | 1962-1963 (2e)  | 16 saisons  | 11e                |
| 8  | Royal Racing White                                     | 47   | Woluwe-St-L.    | Fallon              | 1947-1948 (16e) | 27 saisons  | 12e                |
| 9  | Athletische sportvereniging Oostende Kon. Maatschappij | 53   | Ostende         | Albert Park         | 1961-1962 (3e)  | 28 saisons  | 9e                 |
| 10 | Koninklijke Sportclub Eendracht Aalst                  | 90   | Alost           | Pierre Cornelis     | 1962-1963 (2e)  | 12 saisons  | 10e                |
| 11 | Koninklijke Football Club Herentals                    | 97   | Herentals       | St-Janneke          | 1961-1962 (3e)  | 14 saisons  | 13e                |
| 12 | Union Royale Namur                                     | 156  | Namur           | des Champs-Élysées  | 1960-1961 (4e)  | 9 saisons   | 15e                |
| 13 | Royal Crossing Club de Molenbeek                       | 451  | Molenbeek       | Sippelberg          | 1962-1963 (2e)  | 2 saisons   | 5e                 |
| 14 | Patro Eisden                                           | 3434 | Eisden          | ??                  | 1961-1962 (3e)  | 7 saisons   | 7e                 |
| 15 | Koninklijke Boom Football Club                         | 58   | Boom            | Oscar Van Kesbeeck  | 1963-1964 (1re) | 25 saisons  | 1er Div. 3 Série B |
| 16 | Koninklijke Sportvereniging Waregem                    | 4451 | Waregem         | Regenboog           | 1963-1964 (1re) | 1 saison    | 1er Div. 3 Série A |

### Localisation
| \| RC Mechelen Courtrai Waregem Boom Alost Crossing Union Racing White Sporting Ch. Olympic Ch. UR Namur Tilleur Verviers Eisden Ostende Herentals \| Localisation des clubs engagés en Division 2 1963-1964 |
| RC Mechelen Courtrai Waregem Boom Alost Crossing Union Racing White Sporting Ch. Olympic Ch. UR Namur Tilleur Verviers Eisden Ostende Herentals                                                              |

## Championnat
- Le nom des clubs est celui employé à l'époque

Légende
- Champion et promu en Division 1 la saison suivante
- Promu en Division 1 la saison suivante
- clubs relégués en Division 3 la saison suivante

Abréviations
 : Relégué de Division 1
 : Promu de Division 3

### Classement final
| Rang | Équipe                   | Pts | J  | G  | N  | P  | Bp | Bc | Diff |
| ---- | ------------------------ | --- | -- | -- | -- | -- | -- | -- | ---- |
| 1    | UNION St-GILLOISE SR     | 46  | 30 | 21 | 4  | 5  | 66 | 26 | +40  |
| 2    | R. Tilleur FC            | 44  | 30 | 21 | 2  | 7  | 74 | 25 | +49  |
| 3    | R. Olympic CC            | 44  | 30 | 18 | 8  | 4  | 66 | 25 | +41  |
| 4    | K. Boom FC               | 35  | 30 | 12 | 11 | 7  | 48 | 45 | +3   |
| 5    | AS Oostende KM           | 31  | 30 | 15 | 1  | 14 | 63 | 48 | +15  |
| 6    | Patro Eisden             | 31  | 30 | 14 | 3  | 13 | 72 | 53 | +19  |
| 7    | R. Charleroi SC          | 31  | 30 | 10 | 11 | 9  | 45 | 41 | +4   |
| 8    | K. SC Eendracht Aalst    | 30  | 30 | 12 | 6  | 12 | 45 | 49 | -4   |
| 9    | R. Racing White          | 28  | 30 | 11 | 6  | 13 | 55 | 54 | +1   |
| 10   | R. CS Verviétois         | 28  | 30 | 11 | 6  | 13 | 44 | 46 | -2   |
| 11   | K. FC Herentals          | 27  | 30 | 12 | 3  | 15 | 41 | 72 | -31  |
| 12   | K. SV Waregem            | 27  | 30 | 9  | 9  | 12 | 42 | 50 | -8   |
| 13   | R. Crossing FC Molenbeek | 26  | 30 | 10 | 6  | 14 | 40 | 58 | -18  |
| 14   | UR Namur                 | 25  | 30 | 11 | 3  | 16 | 42 | 68 | -26  |
| 15   | K. RC Mechelen           | 20  | 30 | 7  | 6  | 17 | 28 | 57 | -29  |
| 16   | K. Kortrijk Sport        | 7   | 30 | 1  | 5  | 24 | 35 | 89 | -54  |

### Leader du classement journée par journée
La « ligne du temps » ci-dessous renseigne le premier du classement « à la fin des journées effectives » et « ce chronologiquement par rapport au plus grand nombre de parties jouées ». Concrètement cela signifie l'équipe totalisant le plus de points quant au moins une formation a disputé le nombre de journées en question, que ce leader ait ou pas joué ce nombre de matches. Cela essentiellement en cas de remises partielles ou de rencontres décalées.
- En cas d'égalité de points et de victoires, le leader donné est l'équipe ayant la meilleure différence de buts, même si pour rappel ce critère n'est pas pris en compte pour départager les formations en cas de montée ou descente.

#### Résultats des rencontres
| Résultats (▼dom., ►ext.)                                   | AAL | BOO | CHA | CRO | HER | KOR | RCM | NAM | OLY | OST | PAT | RWH | TIL | USG | VER | WAR |
| K. SC Eendracht Aalst                                      |     | 0-3 | 4-1 | 0-0 | 4-0 | 2-1 | 1-0 | 0-1 | 0-3 | 4-2 | 2-0 | 2-5 | 0-2 | 0-3 | 3-0 | 1-1 |
| K. Boom FC                                                 | 1-1 |     | 3-1 | 2-1 | 1-2 | 2-1 | 2-2 | 3-1 | 0-0 | 1-0 | 4-2 | 0-3 | 3-1 | 1-0 | 2-1 | 1-1 |
| R. Charleroi SC                                            | 2-3 | 3-0 |     | 4-0 | 1-2 | 2-1 | 4-0 | 3-1 | 1-1 | 4-2 | 2-2 | 2-1 | 1-1 | 0-1 | 2-1 | 1-2 |
| R. Crossing FC Molenbeek                                   | 1-4 | 1-1 | 3-0 |     | 4-0 | 4-2 | 3-1 | 5-0 | 2-2 | 1-4 | 1-4 | 1-0 | 0-1 | 0-6 | 2-2 | 2-0 |
| K. FC Herentals                                            | 1-1 | 0-3 | 0-1 | 4-0 |     | 4-3 | 1-0 | 3-2 | 1-0 | 3-2 | 3-1 | 3-2 | 2-1 | 2-1 | 0-1 | 1-1 |
| K. Kortrijk Sport                                          | 1-3 | 1-4 | 1-1 | 2-2 | 4-1 |     | 1-2 | 4-4 | 0-1 | 0-4 | 2-3 | 3-6 | 0-3 | 1-5 | 0-1 | 1-1 |
| K. RC Mechelen                                             | 0-0 | 1-1 | 0-3 | 1-1 | 3-1 | 2-1 |     | 1-2 | 0-5 | 1-2 | 0-0 | 2-1 | 0-3 | 0-1 | 2-1 | 3-2 |
| UR Namur                                                   | 0-2 | 4-2 | 0-0 | 1-2 | 2-3 | 2-0 | 2-1 |     | 2-4 | 1-3 | 2-1 | 1-2 | 2-1 | 1-3 | 2-1 | 2-0 |
| R. Olympic CC                                              | 2-0 | 1-1 | 1-1 | 4-1 | 5-0 | 3-0 | 2-0 | 8-2 |     | 4-1 | 3-0 | 3-1 | 1-1 | 0-1 | 2-2 | 1-2 |
| AS Oostende KM                                             | 5-0 | 1-1 | 5-0 | 3-0 | 2-0 | 6-2 | 0-1 | 2-1 | 0-1 |     | 2-3 | 4-2 | 2-1 | 3-2 | 0-1 | 2-0 |
| Patro Eisden                                               | 1-2 | 3-1 | 1-1 | 5-0 | 7-2 | 6-1 | 5-1 | 5-0 | 1-3 | 2-0 |     | 4-2 | 0-4 | 0-2 | 3-0 | 1-2 |
| R. Racing White                                            | 3-2 | 1-1 | 0-0 | 1-1 | 6-0 | 2-0 | 1-1 | 0-1 | 0-0 | 0-2 | 2-1 |     | 0-2 | 2-5 | 4-1 | 3-2 |
| R. Tilleur FC                                              | 1-0 | 4-0 | 1-0 | 2-1 | 3-0 | 9-1 | 4-1 | 4-1 | 4-0 | 2-0 | 3-5 | 5-0 |     | 2-0 | 3-2 | 1-0 |
| UR St-Gilloise                                             | 3-1 | 2-2 | 1-1 | 2-0 | 4-1 | 2-0 | 2-1 | 4-0 | 0-1 | 4-2 | 1-0 | 3-1 | 1-0 |     | 2-1 | 1-1 |
| R. CS Verviétois                                           | 5-2 | 4-0 | 2-2 | 2-1 | 3-0 | 0-0 | 3-0 | 0-0 | 0-1 | 1-0 | 4-1 | 1-3 | 0-5 | 0-0 |     | 1-2 |
| K. SV Waregem                                              | 1-1 | 2-2 | 1-1 | 0-1 | 2-0 | 2-1 | 2-1 | 1-2 | 1-4 | 5-2 | 1-5 | 1-1 | 2-0 | 2-4 | 2-3 |     |
| - Victoire à domicile - Match nul - Victoire à l'extérieur |     |     |     |     |     |     |     |     |     |     |     |     |     |     |     |     |

### Résumé
L'Eendracht Alost est la première à s'isoler en tête dès la deuxième journée. Les « Oignons » doivent céder le leadership lors du « cinquième week-end » quand ils subissent la loi d'un réaliste Tilleur (1-0). C'est l'AS Ostende (8) qui prend les commandes avec un point d'avance sur un trio composé d'Alost, les relégués de l'Union et les promus de Boom (7). Si le RC Malines et le Patro Eisden n'ont encore que 3 unités, les montants du SV Waregem ferment la marche avec 1 point. Le chassé-croisé se poursuit lors des deux journées suivantes. Alost bat Ostende et reprend la tête, mais s'incline ensuite à l'Union St-Gilloise qui passe devant en compagne de Boom (la différence de buts comme clé de tri place les Bruxellois en tête). Waregem reste lantgerne rouge avec 3 unités mais toujours pas de premier succès. Celui-ci survient lors de la 8e journée: 2-1 à l'occasion du « derby régional » contre Kortrijk Sport.
Après 10 journées, l'Union St-Gilloise occupe la tête avec 14 unités, soit deux de mieux que Tilleur et Boom et deux qu'Alost. Le Racing White (11), qui joue sa première saison sous cette appellation à la suite de la fusion qui l'a constitué, s'est hissé au 6e rang derrière Ostende qui se réveille après avoir subi trois défaites consécutives à son l'éphémère leadership de la 6e journée. L'Olympic de Charleroi, qui descend de « D1 » n'est que 8e. Les « Dogues » ont lâché du lest en concédant un partage dans le derby contre le Sporting puis en s'inclinant à Tilleur (4-0) et à domicile contre Waregem (1-2). Avec ce succès, ceux qui deviendront plus tard le « Essevé » se positionnent juste devant la zone rouge avec 7 points. Ils précèdent Herentals (6), Courtrai (5, 2v) et le Crossing Molenbeek (5, 1v).
La fin du premier tour connaît son lot de rebondissements. L'Union SG s'incline deux fois de suite (à domicile contre l'Olympic 0-1 et à Tilleur 2-0). Les Métallos en profitent pour prendre la première place. Mais lors de la 15e journée, les Liégeois sont défaits (2-0) à Ostende. Les St-Gillois (victorieux 4-1 d'Herentals) repassent devant. La situation reste indécise puisque les six premiers se tiennent sur 3 points. Par contre en bas de classement la situation est plus claire. Herentals et Courtrai ferment la marche avec 8 et 6 unités. Namur et Verviers qui les précèdent ont 11 et 10 unités. Kortrijk Sport ne le sait pas encore, mais il va vivre un second tour infernal: 1 point sur 30 (dans le derby régional contre Waregem 0-0). La seconde place descendante donne lieu a davantage de suspense.
| Classement « à mi-parcours » |                   |    |    |    |   |    |                    |    |    |   |   |     |                    |    |    |   |   |     |                |    |    |   |
| P                            | Clubs             | J  | P  | V  |   | P  | Clubs              | J  | P  | V |   | P   | Clubs              | J  | P  | V |   | P   | Clubs          | J  | P  | V |
| 1.                           | Union St-Gilloise | 15 | 22 | 10 | X | 5. | Eendracht Alost    | 15 | 20 | 9 | X | 9.  | Patro Eisden       | 15 | 14 | 6 | X | 13. | UR Namur       | 15 | 11 | 5 |
| 2.                           | Tilleur FC        | 15 | 21 | 10 | X | 6. | Sporting Charleroi | 15 | 19 | 6 | X | 10. | RC Mechelen        | 15 | 12 | 4 | X | 14. | CS Verviétois  | 15 | 10 | 3 |
| 3.                           | Olympic Charleroi | 15 | 21 | 9  | X | 7. | AS Oostende        | 15 | 17 | 8 | X | 10. | SV Waregem         | 15 | 12 | 4 | X | 15. | FC Herentals   | 15 | 8  | 3 |
| 4.                           | Charleroi SC      | 15 | 20 | 8  | X | 8. | Racing White       | 15 | 15 | 6 | X | 10. | Crossing Molenbeek | 15 | 12 | 4 | X | 16. | Kortrijk Sport | 15 | 6  | 2 |

#### Un trio se détache
Contrairement à la saison précédente, l'hiver n'est pas aussi rigoureux. Aucune remise ne perturbe le calendrier qui suit son cours normal dès janvier 1963. L'Union St-Gilloise piétine avec deux partages (contre Waregem et à Verviers). Comme Tilleur doit baisser pavillon à Waregem (2-0), l'Olympic de Charleroi prend seul la tête. Les « Dogues » la conservent jusqu'au terme de la 20e journée quand ils sont contraints au partage (1-1), par leurs ancestraux rivaux du Sporting. L'Union revient alors à hauteur des Olympiens. Olympic, Union et Tilleur: le trio s'est détaché. Les observateurs sont convaincus que les deux places convoitées vers la « D1 » reviendront à deux des membres de cette triplette à laquelle l'Eendracht Alost (à 4 points) fait encore mine de s'accrocher. Dans le bas du tableau, outre Courtrai, le Racing de Malines commence le second tour par un « 0 sur 10 » qui le fait plonger à l'avant-dernière place, deux points derrière la paire Verviers/Herentals (14).
Aux 21e et 22e journées, les Dogues sont accrochés (2-2 à Herentals et 1-1 à domicile par Tilleur). Ils glissent au 3e rang avec 32 points et 13 victoires, derrière l'Union (34) et Tilleur (32, 15 victoires). Alost compte 27 points. Aux 23e et 24e journées, l'Olympic repasse dans un premier temps devant Tilleur qui s'est incliné (3-5) contre le Patro Eisden. Mais lors de la venue de l'Union St-Gilloise à la Neuville, les Doguese doivent s'avouer vaincus (0-1). À ce moment, les St-Gillois totalisent 38 points soit 4 de mieux que Tilleur et l'Olympic.
A cinq journées de la fin, l'Union (40) dispose d'un viatique de 4 unités sur Tilleur et de 5 sur l'Olympic accroché (1-1) par Boom qui est à ce moment le premier poursuivant du trio de tête avec 29 points. À l'opposé de la grille, le RC de Malines bar Courtrai Sport (2-1) scellant le sort de son adversaire, mathématiquement relégué. Les « Rats malinois » comptent 17 points, Verviers 19 alors qu'Herentals et le Crossing sont à 20.

#### Sprint final
En tête, les données sont redistribuées lors de la 26e journée. Boom bat l'Union (1-0) et permet aux deux poursuivants de revenir à 2 et 3 points du leader. Au niveau de la lutte pour le maintien, le CS Verviétois se donne de l'air en renvoyant le RC Malines (3-0). Les trois premiers gagnent de concert lors de la 27e journée. Le court succès de l'Union (0-1) au RC Malines pour les « Rats » un peu plus vers la « D3 ». Leur premier rival (Crossing FC Molenbeek) est désormais 5 points plus loin.
Toujours le statu quo chez les meneurs, avec trois victoires lors de la 28e journée. En bas de tableau, le RC Malines - 18 pts, 6v - obtient un point (2-2) à Boom et peut encore espérer forcer un test-match contre le Crossing Molenbeek - 22 pts, 8v - , battu (4-0) à Herentals.
Sensation lors de l'avant-dernière journée. l'Union perd (2-1) à Herentals et laisse le commandement à Tilleur vainqueur (2-0) d'Ostende. Les Métallos ont une victoire de plus que les Bruxellois. L'Olympic atomise Namur (8-2), reste 3e mais replacer à un point du duo de tête. Comme lors de l'ultime journée, est programmé un certain « Union-Tilleur », les Dogues ont bon espoir de remonter s'ils remportent leur dernier partie au Racing White et que...le choc au sommet ne se solde pas par un nul. Le suspense est terminé pour le maintien. Le RC Malines descend. Sa victoire (2-1) sur le Racing White est inutile, car le Crossing s'est  imposé (3-0, contre le Sporting de Charleroi)
Pour l'apothéose de ce championnat, tous les regards se tournent vers Bruxelles. C'est en effet au Parc Duden de l'Union et au stade Fallon de Woluwé que tombent les dernières décisions. Sur le fil, l'Union Saint-Gilloise reprend la couronne au R. Tilleur FC (1-0). Mais les « Métallos » peuvent également faire la fête saluer pour leur retour en « D1 ». L'Olympic Charleroi a buté sur la défense du Racing White (0-0).

### Meilleur buteur
- Albert Verschelde AS Oostende KM

C'est la 3e fois qu'A. Verschelde est sacré meilleur buteur de la Division 2 belge.

## Récapitulatif de la saison
- Champion: Union St-Gilloise SR (2e titre en D2)
  - 2e promu: R. Tilleur FC

- Dix-neuvième titre de D2 pour la Province de Brabant

| Région flamande (8)             | Région flamande (8) | Province de Brabant (3)      | Province de Brabant (3) | Région wallonne (5)    | Région wallonne (5) |
| ------------------------------- | ------------------- | ---------------------------- | ----------------------- | ---------------------- | ------------------- |
| Province d'Anvers               | 3                   | Région de Bruxelles-Capitale | 3                       | Province de Hainaut    | 2                   |
| Province de Flandre-Occidentale | 3                   | Province du Brabant flamand  | 0                       | Province de Liège      | 2                   |
| Province de Flandre-Orientale   | 1                   | Province du Brabant wallon   | 0                       | Province de Luxembourg | 0                   |
| Province de Limbourg            | 1                   |                              |                         | Province de Namur      | 1                   |

1. ↑  Au niveau footballistique, la province de Brabant est toujours unitaire malgré sa partition territoriale en 1995.

### Admission et relégation
Reléguée de l'élite à la fin de la saison précédente, l'Union St-Gilloise s'empare du titre et remonte directement. Ayant échoué à la 4e place en 1963, Tilleur termine cette fois vice-champion et retrouve la Division 1 qu'il avait quittée cinq ans auparavant.
Les deux promus remplacent dans la plus haute division, les deux montants de la saison précédente : le FC Malinois qui n'a pu éviter la dernière position et Turnhout, repêché dix mois plus tôt, mais à son tour puni à la suite d'une affaire de corruption !
Le RC Mechelen et Kortrijk Sport sont renvoyés en Division 3, d'où sont promus deux vieilles connaissances de la D2: St-Niklaas/Waas et THOR Waterschei.
Si les « Rats » malinois ne viennent d'évoluer que lors des deux dernières saisons, avec Kortrik Sport, c'est le plus ancien club de D2 de l'époque qui descend. Le «  »matricule 19 joue au 2e niveau depuis le championnat 43-44, soit 20 saisons consécutives. Le brevet d'ancienneté est désormais pour le matricule 47 du R. Racing White qui entame sa 17e saison d'affilée en D2 lors de l'exercice 1964-1965.

## Débuts en D2
Un club évolue pour la toute première fois de son Histoire au 2e étage national du football belge. Il est le 102e club différent à atteindre ce niveau.
- K. SV Waregem 11e club flandrien occidental différent à atteindre ce niveau.